# فرودگاه شهری زانسویل
فرودگاه شهری زانسویل (به انگلیسی: Zanesville Municipal Airport) یک فرودگاه همگانی با کد یاتا ZZV است که یک باند فرود بتن/آسفالت دارد و طول باند آن ۱۵۲۴ متر است. این فرودگاه در کشور ایالات متحده آمریکا قرار دارد و در ارتفاع ۲۷۴ متری از سطح دریا واقع شده است.